# یاسمانی کوپلو
یاسمانی کوپلو (اسپانیایی: Yasmani Copello‎؛ زادهٔ ۱۵ آوریل ۱۹۸۷) یک دونده اهل کوبا-ترکیه است. وی در مسابقات کشوری و بین‌المللی در مجموع برندهٔ ۲ مدال طلا، ۱ مدال نقره، ۱ مدال برنز شده‌است.